# Анхель Антоніо Ортіс
Анхель Антоніо Ортіс Кабрера (ісп. Ángel Antonio Ortiz Cabrera, нар. 27 грудня 1977, Арегуа, Парагвай) — парагвайський футболіст, що грав на позиції півзахисника. Виступав за національну збірну Парагваю.

## Клубна кар'єра
У дорослому футболі дебютував 1999 року виступами за команду клубу «Гуарані» (Асунсьйон), в якій провів один сезон.
Протягом 2000 року захищав кольори команди клубу «Сьонан Бельмаре».
Своєю грою за останню команду знову привернув увагу представників тренерського штабу клубу «Гуарані» (Асунсьйон), до складу якого повернувся 2001 року. Цього разу відіграв за команду з Асунсьйона наступні два сезони своєї ігрової кар'єри. Більшість часу, проведеного у складі столичного «Гуарані», був основним гравцем команди.
Протягом 2004—2005 років захищав кольори команди клубу «Лібертад».
2005 року уклав контракт з клубом «Ланус», у складі якого провів наступний рік своєї кар'єри гравця.
Згодом з 2006 по 2011 рік грав у складі команд клубів «Гуарані» (Асунсьйон), «Олімпія» (Асунсьйон), «12 жовтня», «Спортіво Лукеньйо» та «Спортіво Лукеньйо».
Завершив професійну ігрову кар'єру у клубі «Індепендьєнте» (Асунсьйон), за команду якого виступав протягом 2012 року.

## Виступи за збірну
2003 року дебютував в офіційних матчах у складі національної збірної Парагваю. Протягом кар'єри у національній команді, яка тривала 5 років, провів у формі головної команди країни 27 матчів.